# Ysaora Thibus
Ysaora Jennifer Thibus, född 22 augusti 1991, är en fransk fäktare som tävlar i florett.

## Karriär
Vid världsmästerskapen i fäktning 2023 i Milano tog Thibus silver tillsammans med Solène Butruille, Morgane Patru och Pauline Ranvier i lagtävlingen i florett.